# أدريان شانكار
أدريان شانكار (7 مايو 1982 في المملكة المتحدة - ) (بالإنجليزية: Adrian Shankar)‏ هو لاعب كريكت بريطاني. لعب مع نادي مقاطعة ورسسترشاير للكريكيت ‏ ونادي مقاطعة بيدفوردشير للكريكت ‏ ونادي جامعة كامبريدج للكريكيت ‏.

## وصلات خارجية
- أدريان شانكار على موقع إي آس بي آن كريك إنفو (الإنجليزية)